# Organization Intersex International
Die Organization Intersex International (engl.), Organisation Internationale des Intersexués (franz.) kurz OII genannt, ist eine internationale Menschenrechtsorganisation, die für die Rechte von intersexuellen Menschen eintritt. Sie wurde im Jahr 2003 von Curtis E. Hinkle in Quebec, Kanada, gegründet. Die Organisation ist vor allem gegen die medizinische Praxis der Zwangsverstümmelung Intersexueller und tritt für deren Menschenrechte ein. Des Weiteren arbeitet sie mit der Organisation International Lesbian, Gay, Bisexual, Trans and Intersex Association Europe, kurz ILGA Europe, zusammen.
Zurzeit ist sie in folgenden Ländern und Regionen mit Partnerorganisationen vertreten:

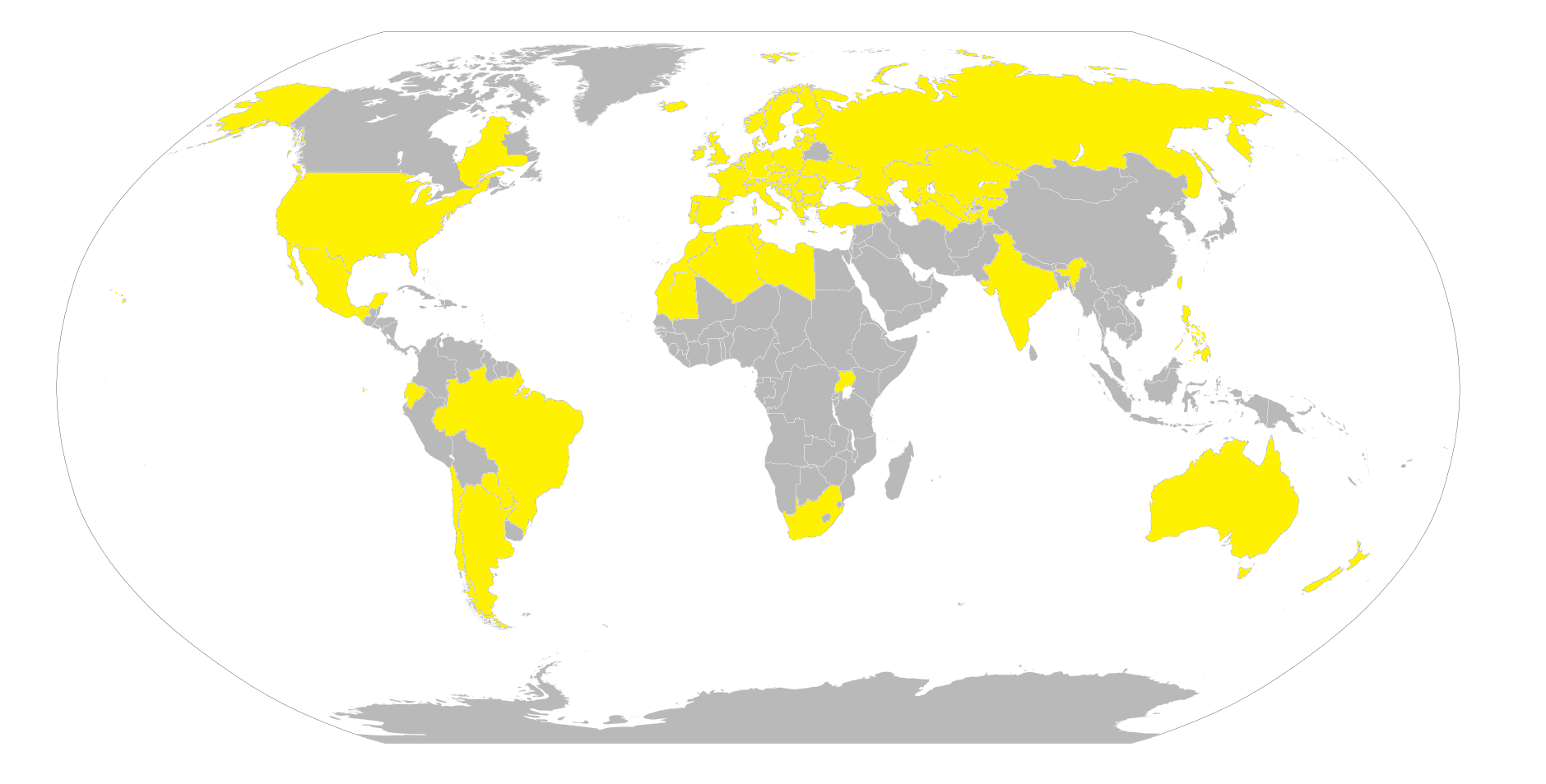
Karte von Ländervertretungen der
Organization Intersex International (weltweit)

- Argentinien, Brasilien, Chile, Ecuador, Mexiko, Paraguay Organización Internacional Intersexual para el mundo castellano parlante, auch Organización Internacional Castellano – Intersexualidades genannt
- Australien OII Australia
- Belgien, Frankreich, französischsprachige Schweiz, Provinz Quebec, Kanada OII Francophonie
- Belgien Genres Pluriels
- Bulgarien Bilitis Resource Center Foundation
- Deutschland Vereinigung Intergeschlechtlicher Menschen (IVIM)
- Europa, Maghreb, Zentralasien Organization Intersex International Europe
- Indien ektafoundation
- Italien Intersexioni, OII Italia
- Island Intersex Ísland
- Neuseeland OII Aotearoa
- Niederlande Nederlands Netwerk Intersekse/DSD (NNID)
- Österreich Verein intergeschlechtlicher Menschen Österreich (VIMÖ)
- Philippinen OII InterSex Philippines
- Republik China (Taiwan) OII Chinese 國際陰陽人組織中文版
- Russland Intersex Russia
- Schweden, Norwegen, Dänemark Intersex Scandinavia
- Serbien Gayten Intersex Project
- Südafrika Intersex South Africa (ISSA)
- Tunesien Intersex Tunisia
- Uganda  Support Initiative for People with atypical sex Development (SIPD)
- Vereinigtes Königreich OII United Kingdom
- Vereinigte Staaten OII USA

## Quelle
- Webseite der bundesdeutschen Vertretung der Internationalen Vereinigung Intergeschlechtlicher Menschen (IVIM) / Organisation Intersex International (OII)
- Website der Organization Intersex International (engl.)